# Zygogynum acsmithii
Espèce
Zygogynum acsmithii est une espèce de plantes à fleurs de la famille des Winteraceae. C'est un arbuste endémique à la Nouvelle-Calédonie

## Description
C'est un arbuste de 6 m de haut.
Les fleurs sont un peu odorantes, jaunes, teintées de rouge à l'intérieur, solitaires et pédicellées sur inflorescences partielles.

## Répartition
Endémique à l'extrême Sud de la Grande Terre, en forêt dense humide, sur des sols d'alluvions plus ou moins érodés de substrat ultramafique.